# Ірвін Велш
Ірвін Велш (англ. Irvine Welsh, 27 вересня 1958) — сучасний шотландський письменник і драматург. Дістав широке визнання після виходу свого першого роману «Трейнспоттінг» («На голці»), за яким було відзнято однойменний фільм. Для його творів характерний грубий шотландський діалект і брутальні описи так званих реалій единбурзького життя.

## Біографія
Велш народився в Лейті, портовому районі шотландської столиці Единбурга. У віці чотирьох років переїхав з батьками в Единбург, де після школи закінчив курси зі спеціальності електрик. Працював учнем техніка на телебаченні, але після удару електричним струмом був вимушений змінити роботу. У 1978 році двадцятирічний Велш вирушив до Лондона, де грав на гітарі і співав у панк-гуртах The Pubic Lice і Stairway 13. Після низки арештів за незначні порушення громадського порядку і умовного терміну за акт вандалізму, Велш вирішив змінити спосіб життя. Він влаштувався на роботу в адміністрацію району Хакні і вивчав програмування. В середині вісімдесятих, під час будівельного буму в Північному Лондоні, Велш був агентом з продажу нерухомості, готуючи будинки до продажу. Згодом він повернувся до Единбурга і вступив на програму MBA до Університету Геріот-Ватт, його дипломна робота була присвячена створенню рівних можливостей для жінок.
Ірвін Велш почав писати на початку 1990-х. На поточний момент він опублікував сім романів і чотири збірки оповідань. Його перший роман «Trainspotting» (1993) — просякнута чорним гумором оповідь про будні молодих наркоманів Единбурга кінця 1980-х років. Це у значній мірі автобіографічна книга. Юність Велш провів серед наркоманів і став єдиним зі своєї компанії, хто залишився в живих під час епідемії СНІДу. У 1996 році Денні Бойл зняв на основі «Trainspotting» фільм «На голці», що став культовим. Популярним став і саундтрек до стрічки, до якого увійшли композиції гурту Primal Scream.
Другий роман Ірвіна Велша «Жахи лелеки Марабу» (англ. Marabou Stork Nightmares, 1995) закріпив за ним реноме талановитого письменника. Він перевидавався п'ять разів (до 2004 року) і перекладений на декілька мов світу. У 1996 році світ побачила збірка коротких історій «Ейсід Хаус», за мотивами трьох оповідань з якої була відзнята однойменна картина (The Acid House, 1998). У 1996 році була опублікована збірка «Екстазі», до якої увійшли три новели про хімічні наркотики. З того часу Велша називають «співцем хімічного покоління». У 2002 році Велш видав своєрідне продовження «На голці» — роман «Порно». Час від часу Велш пише статті для «Дейлі Теліграф» і «Гардіан». У 2008 році вийшов фільм «Торгівля м'ясом», для якого він написав сценарій у співавторстві з Діном Каваною.
Культовий статус творчості Велша багато в чому обумовлений описами вживання наркотиків, але в центрі його творів, як художніх так і документальних, знаходиться опис життя Шотландії з 1960-х років дотепер. До цієї сфери входить розгляд проблем даного покоління: житлові реформи, безробіття, низькооплачувана робота, наркоманія. Серед інших тем: сленг, діалект, місцеві традиції, рейв, футбольне хуліганство, секс, подавлена гомосексуальність, класові відмінності, еміграція.
20 квітня 2012 року, в ефірі передачі BBC Breakfast, Ірвін повідомив, що наразі живе зі своєю дружиною Елізабет в Чикаго. Перед цим подружжя мешкало в Дубліні, Ірландія.
У 2021 році у Великій Британії була запущена телевізійна адаптація його роману «Злочин» у вигляді 6-серійного серіалу.

## Твори

### Романи
- 1993 — Trainspotting (укр. Трейнспоттінг)
- 1995 — Marabou Stork Nightmares (укр. Жахи лелеки Марабу)
- 1998 — «Лайно» (англ. Filth)
- 2001 — Glue (укр. Клей)
- 2002 — Porno (укр. Порно)
- 2006 — The Bedroom Secrets of the Master Chefs (укр. Альковні секрети шеф-кухарів)
- 2008 — Crime (укр. Злочин)
- 2012 — Skagboys (укр. Героїнщики)
- 2014 — The Sex Lives of Siamese Twins(укр. Сексуальне життя сіамських близнюків)
- 2015 — A Decent Ride (укр. Поїздка "може бути")
- 2016 — The Blade Artist (укр. Майстер ножів)

### Збірки оповідань
- 1994 — The Acid House
- 1996 — Ecstasy: Three Tales of Chemical Romance
- 2007 — If You Liked School You'll Love Work
- 2009 — Reheated Cabbage

## Переклади українською
- Ірвін Велш. Трейнспоттінг (На голці). Переклад з англійської: Марія Козлова. Харків: Фоліо, 2012. 414 стор. (Карта світу. Шотландія) ISBN 978-966-03-5744-0
- Ірвін Велш. Героїнщики. Переклад з англійської: Марія Козлова. Харків: Фоліо, 2013. 447 стор. (Карта світу. Шотландія) ISBN 978-966-03-6414-1
- Ірвін Велш. Трейнспоттінґ. Переклад з англійської: Олександр Красюк. Харків: КСД, 2017. 352 стор. ISBN 978-617-12-3405-5
- Ірвін Велш. Екстазі. Три історії про кохання і хімію. Переклад з англійської: Борис Превіра. Харків: КСД, 2024. 320 стор. (Серія "КУЛЬТREAD") ISBN 978-617-15-0518-6